# (1859) Kovalévskaya
(1859) Kovalévskaya es un asteroide que forma parte del cinturón exterior de asteroides y fue descubierto por Liudmila Vasílievna Zhuravliova el 4 de septiembre de 1972 desde el Observatorio Astrofísico de Crimea, Naúchni.

## Designación y nombre
Kovalévskaya fue designado inicialmente como 1972 RS2.
Posteriormente, recibió su nombre en honor de la matemática rusa Sofia Kovalévskaya (1850-1891), quien fuera miembro de la Academia de las Ciencias de San Petersburgo.

## Características orbitales
Kovalévskaya orbita a una distancia media de 3,208 ua del Sol, pudiendo alejarse hasta 3,534 ua. Tiene una excentricidad de 0,1016 y una inclinación orbital de 7,707°. Emplea 2099 días en completar una órbita alrededor del Sol.